# Club Náutico de Ponce
El Club Náutico de Ponce, también conocido como Ponce Yacht and Fishing Club, es un club náutico ubicado en la Isla de Gatas, al sur del Paseo Tablado La Guancha y al este del Puerto de las Américas Rafael Cordero Santiago, en Ponce, Puerto Rico.

## Historia
Fue fundado en 1938 por iniciativa de Pedro Juan Serrallés. La construcción de su sede terminó en abril de 1941, y se inauguró durante el fin de semana del 19 y 20 de julio con la celebración de las primeras regatas a la que asistieron representantes de los clubes náuticos de San Juan y Mayagüez. En 1942, cuando se declaró la Segunda Guerra Mundial, fue incautado por la Armada de los Estados Unidos. Tanto la Armada como la Guardia Costera  lo usaron como estación de vigilancia. Fue reabierto el 6 de junio de 1948 y se incorporó el 11 de junio del mismo año en el Registro de corporaciones. 